# Taohongpo
Taohongpo (kinesiska: 桃红坡, 桃红坡镇) är en köping i Kina. Den ligger i provinsen Shanxi, i den norra delen av landet, omkring 140 kilometer sydväst om provinshuvudstaden Taiyuan. Antalet invånare är 16 378. Befolkningen består av 7 784 kvinnor och 8 594 män. Barn under 15 år utgör 20,0 %, vuxna 15-64 år 72 %, och äldre över 65 år 7,0 %.
Genomsnittlig årsnederbörd är 726 millimeter. Den regnigaste månaden är juli, med i genomsnitt 233 mm nederbörd, och den torraste är december, med 3 mm nederbörd.